# ウィル・ケンプ

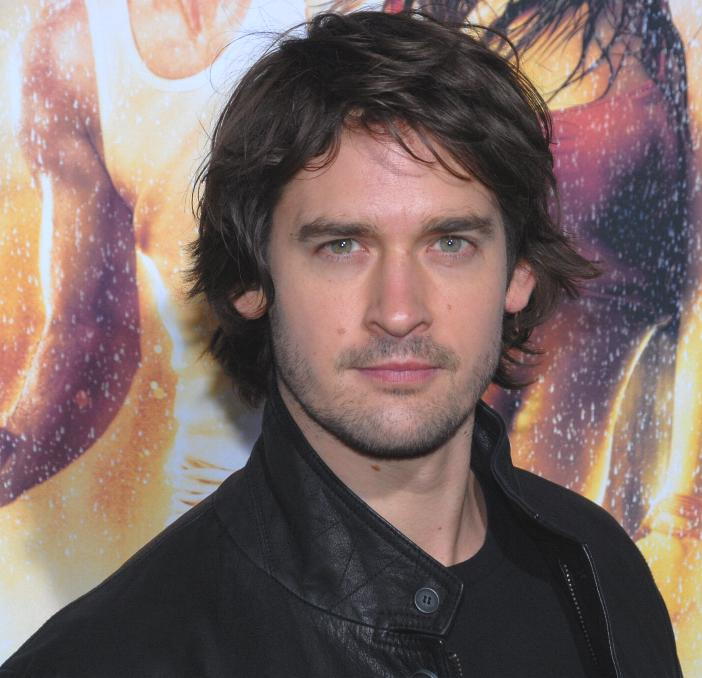
ウィル・ケンプ

ウィル・ケンプ（Will Kemp、本名：William Kemp 、1977年6月29日 - ）は、イギリスのダンサー、俳優。イングランド・ハートフォードシャー出身。
9歳のときからダンスをはじめ、ロイヤル・バレエ・スクールで学ぶ。17歳でダンスカンパニーAMPに参加、1997年から2000年まで、ロンドンとブロードウェイで『白鳥の湖』を踊って高い評価を得た。
2004年に『ヴァン・ヘルシング』で映画デビュー。2007年の『Miguel and William』ではウィリアム・シェイクスピアを演じた。同年、ダニエル・ラドクリフが出演した舞台『エクウス』にも出演した。

## 主な出演映画
- ヴァン・ヘルシング Van Helsing (2004)
- マインドハンター Mindhunters (2004)
- 栄光へのスピン Spinning Out (2020) テレビシリーズ